# Tolvay Ferenc
Menyői Tolvay Ferenc (névváltozatok: Tolvaj, Tholvay, Tholway) (Menyő /vagy Gyöngyös/ 1649. – 1710 körül) matematikus, versszerző, iskolai rektor, főstrázsamester.

## Élete
Heves megyei nemes, gyöngyösi származású. A losonci iskolában tanító és rektor. Nógrád vármegyei birtokos és 1704-ben a megye által állított paraszthad kapitánya volt. 1705-től Murány, majd 1707-től Kassa város porkolábja volt. Meghalt 1710 körül öreg korában utód nélkül.
Matematikai munkákat és verses krónikát írt a Rákóczi-szabadságharc eseményeiről. Utóbbi a Radvánszky család levéltárában található.

## Művei
- Az Arithmetikának; avagy Az Számlálásnak öt Speciesinek rövid Magyar Regulákban foglaltatott Mestersége. Taliter Disponente Franc. Tolv. Menyöi, Gyöngyosini. An: 1674 12. Decemb.. 1675, Debreczen. (Újabb kiadásai: Kolozsvár, 1694., 1698., 1703., Lőcse, 1701., 1729., Pozsony, 1727.).
- Comenius, Praecepta Morum... Leutschoviae, 1690. (Magyar verses fordítása).
- Atrium Ingeniosae Artis Arithmeticae. In quo Regulis, Observationibus, Exemplis, via pervia monstratur ad Universam artem memoratam... Uo. 1706.

Írt ezenkívül egy verses krónikát Zólyom vára ostromáról és bevételéről (közölve Thaly Kálmán Irod. és művelődéstörténeti tanulmányaiban (371-384. l.) és Baross Gyula közölte a báró Radvánszky II. Jánoshoz írt leveleivel együtt a br. Radvánszky-család levéltárából. (Irodalomtörténeti Közleményekben 1903. és 1904. évf.).